# Plaça de la Universitat (Bucarest)
La Plaça de la Universitat de Bucarest (en romanès Piaţa Universităţii), està situada al centre de la capital de Romania, al costat mateix de l'edifici històric de la Universitat de Bucarest. A la plaça hi ha quatre estàtues: la de Ion Heliade-Rădulescu instal·lada l'any 1879), la Mihail Vitezul instal·lada l'any 1874, la de Gheorghe Lazăr instal·lada l'any 1889 i la de Spiru Haret instal·lada l'any 1932.
Aquesta plaça va ser l'escenari de la Golaniad de la primavera de l'any 1990, que va ser una protesta pacífica dels estudiants universitaris romanesos que des del mes d'abril d'aquell any es manifestaven contra els comunistes que a la caiguda de Nicolae Ceauşescu (22 de desembre de 1989) van prendre el control del govern romanès mitjançant el Front de Salvació Nacional (en romanès Frontului Salvării Naţionale). Aquestes manifestacions varen acabar de forma violenta quan el president romanès Ion Iliescu va fer una crida als miners de la vall de Jiu per reinstaurar l'ordre a la capital romanesa (veure Minerada).
Molt a prop de la Plaça de la Universitat de Bucarest es troba el Teatre Nacional de Romania Ion Luca Caragiale i l'Hotel Intercontinental, que és l'edifici més alt de Bucarest.